# Большая Качка
 Большая Качка  — село в Елабужском районе Татарстана. Административный центр Большекачкинского сельского поселения.

## География
Находится в северной части Татарстана на расстоянии приблизительно 4 км на северо-запад по прямой от районного центра города Елабуга на речке Танайка.

## История
Основано в XVII веке переселенцами из села Танайка. Упоминалось также как Качка (Дмитриевское). В 1811—1826 годах была построена Троицкая церковь.

## Население
Постоянных жителей было в 1859—877, в 1887—1118, в 1920—1029, в 1922—1133, в 1926—1108, в 1938—880, в 1949—385, в 1958 и в 1970 — по 311, в 1989—226. Постоянное население составляло 234 человека (русские 92 %) в 2002 году, 256 в 2010.